# Spasskoje (Tatarstan)
Spasskoje (ros. Спасское) – wieś (sieło) w Rosji, w Tatarstanie, w rejonie bugulmińskim. W 2021 liczyła 485 mieszkańców.